# 萨沃尼亚文学奖
萨沃尼亚文学奖（芬蘭語：Savonia-kirjallisuuspalkinto）是芬兰库奥皮奥市自1986年开始舉办的文学奖，每年在12月9日颁奖，该日期是萨沃历史省份的省歌《萨沃人之歌》的首演日期。该奖项颁发给萨沃作家在前12个月（上一年11月1日至当年10月30日）出版的显著文学作品。2019年之前该奖项在每年的1月2日授予前一年出版的作品。
多年来奖金一直是一万欧元，自2017年起奖金为一万两千欧元。